# Zabrops thologaster
Zabrops thologaster är en tvåvingeart som beskrevs av Fisher 1977. Zabrops thologaster ingår i släktet Zabrops och familjen rovflugor. Inga underarter finns listade i Catalogue of Life.